# ニムト
ニムト（原題：6 Nimmt!）は、ドイツのカードゲーム。作者は、ヴォルフガング・クラマーとクラウス・パレシュ。1994年にAmigo社から販売され、日本ではメビウスゲームズ社から販売されている。プレイ人数は、4人から10人。原題はドイツ語で「6枚とれ！」の意味。

## ルール
各プレイヤーには持ち点66点が与えられる。誰か1人以上の持ち点が尽きた時点で終了。持ち点の残りが多い人が勝利者となる。
カードは1から104の数字が書かれており、それぞれ1枚ずつとなっている。また牛の図柄が描かれているがカードによって、牛の数は異なる。目的は、カードをなるべく取らないことであり、カードに牛の図柄の数を持ち点から減らしていく。
ゲーム開始時、各プレイヤーには手札として10枚ずつ配られる。
場には4枚のカードが並べられる。ゲーム中、場にはカードの列が4列並べられることになり、最初の4枚が4列のカードのそれぞれ1枚目となる。残りのカードは使わない。
プレイに手番はない。全員、手札から1枚を同時に出す。
出したカードは場の4列のいずれかに並べる。並べ方は以下のルールに従う。
1. 全員が出したカードの数の少ないものから並べる位置を決める。
2. 並べる位置は、「そのカードの数字より小さいもののうちで最大のもの」。

例えば、最初の場のカードが
- 4
- 15
- 34
- 100

となっており、場に13, 27, 55, 99が出された場合は、
- 4、13
- 15、27
- 34、55、99
- 100

となる。そして、列の6枚目にあたるカードを出した場合は、その1枚を残し、5枚を引き取ることになる。また、そもそも場のいずれの数字よりも小さい数字を出した場合は、任意の列を全て引き取り、1枚を置く。
使ったカードは手札に戻ることはなく、引き取ったカードは手札とは別に置いておく。手札を使い切った時点で1ラウンドが終了。終了条件（持ち点が無くなるプレイヤーが現れる）まで、ラウンドを繰り返す。

## 特徴
楽に置けると思った列が、先に割り込まれて引き取る羽目になったり、逆に引き取ることを覚悟して出したカードが生き残ったり、一回一回が盛り上がる。プレイ時間も短く、手頃で人気のあるカードゲームである。
プレイ人数に幅があるため、それ如何によって戦略が変化することも特徴である。
少人数のための上級ルールとして、1から使用枚数分だけの数字を使う（3人なら、1～34）ルールがある。ゲーム後半は手札の読み合いがある程度可能で、シビアな展開となる。

## 受賞歴
- 1994年、ドイツ年間ゲーム大賞 ノミネート
- 1994年、ドイツゲーム大賞 1位
- 1994年、ドイツカードゲーム賞 1位

## シリーズの他の作品
- 赤箱ニムト（独: Hornochsen!）
- ボードニムト（独: Tanz der Hornochsen!）